# Poiana cu narcise Rovina
Poiana cu narcise Rovina este o arie protejată de interes național ce corespunde categoriei a IV-a IUCN (rezervație naturală de tip botanic), situată în județul Arad, pe teritoriul administrativ al orașului Ineu.

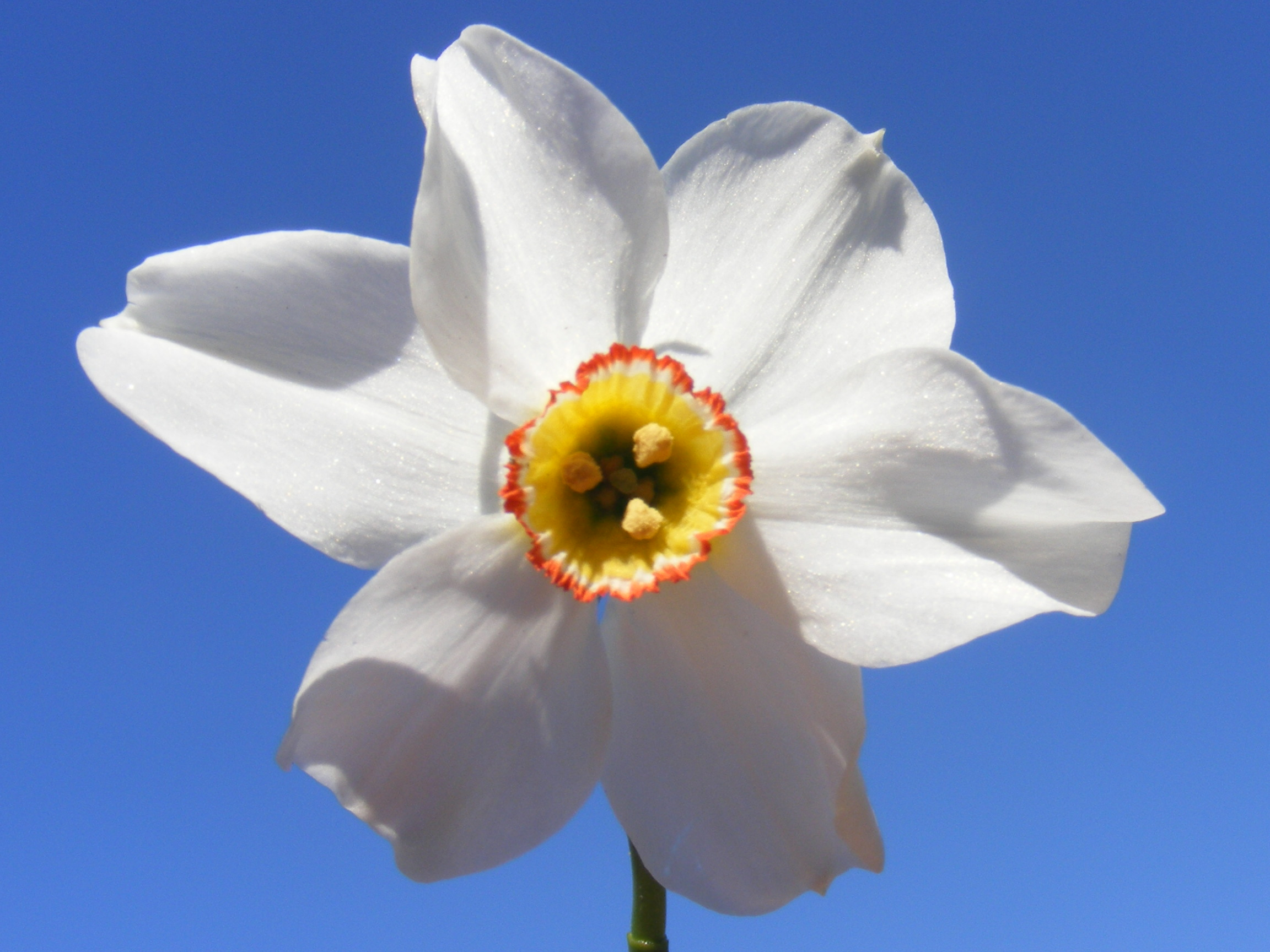
Narcisă

Rezervația naturală aflată în partea sud-estică a orașului Ineu, în imediata apropiere a ariei protejate „Balta Rovina”, are o suprafață de 0,10 ha, și reprezintă o poiană, unde în lunile aprilie-mai, înflorește o specie din familia narciselor, (din genul Narcissus stellaris), conferind locului un aspect peisagistic deosebit.